# 생합성
생합성은 다단계의 효소촉매반응을 통해 기질을 복잡한 생성물로 변화시키는 과정이다. 전구체(前驅體)를 ATP등의 화학 에너지, 촉매를 이용하여 생성물을 만든다.
생합성은 살아있는 유기체에서 기질이 보다 복잡한 생성물로 전환되는 다단계 효소 촉매 공정이다. 생합성에서 단순 화합물은 변형되거나 다른 화합물로 전환되거나 결합되어 거대 분자를 형성한다. 이 과정은 종종 대사 경로로 구성된다. 이러한 생합성 경로 중 일부는 단일 세포 소기관 내에 위치하고 다른 경로는 여러 세포 소기관 내에 위치한 효소를 포함한다. 이러한 생합성 경로의 예에는 지질막 성분 및 뉴클레오티드의 생산이 포함된다. 생합성은 일반적으로 동화작용과 동의어이다.
생합성을 위한 필수 요소에는 전구체 화합물, 화학 에너지(예: ATP) 및 조효소가 필요할 수 있는 촉매 효소(예: NADH, NADPH)가 포함된다. 이러한 요소는 거대 분자의 구성 요소인 단량체를 생성한다. 일부 중요한 생물학적 거대분자는 펩티드 결합을 통해 결합된 아미노산 단량체로 구성된 단백질과 포스포디에스테르 결합을 통해 결합된 뉴클레오티드로 구성된 DNA 분자를 포함한다.

## 같이 보기
- 지질 (생물학)
- 세포막
- 뉴클레오타이드
- DNA
- DNA 복제
- 단백질생성성 아미노산
- 프로스타글란딘
- 포르피린